# 대니리 (가수)
대니레이(DaniLeigh, 1994년 12월 20일 ~ )는 도미니카 공화국계 미국의 가수, 댄서, 래퍼, 안무가이다.

## 음반 목록

### EP
- Summer With Friends (2017) (2017)

### LP
- The Plan (2018)